# Campanula cespitosa
La campanula cespugliosa (nome scientifico Campanula cespitosa Scop., 1771) è una pianta erbacea dai fiori blu a forma di campanella appartenente alla famiglia delle Campanulaceae.

## Etimologia
Il nome generico (campanula) deriva dalla forma a campana del fiore; in particolare il vocabolo deriva dal latino e significa: piccola campana.

Dalle documentazioni risulta che il primo ad usare il nome botanico di “Campanula” sia stato il naturalista belga Rembert Dodoens, vissuto fra il 1517 e il 1585. Tale nome comunque era in uso già da tempo, anche se modificato, in molte lingue europee. Infatti nel francese arcaico queste piante venivano chiamate “Campanelles” (oggi si dicono “Campanules” o “Clochettes”), mentre in tedesco vengono dette “Glockenblumen” e in inglese “Bell-flower” o “Blue-bell”. In italiano vengono chiamare “Campanelle”. Tutte forme queste che derivano ovviamente dalla lingua latina. L'epiteto specifico (cespitosa = cespugliosa) fa riferimento al portamento densamente aggregato dei fiori di questa pianta. In alcune checklist L'epiteto specifico è scritto "caespitosa" dal latino caespes (= zolla erbosa, cespite).
Il nome scientifico di questa specie è stato definito per la prima volta dal medico e naturalista italiano Giovanni Antonio Scopoli (Cavalese, 3 giugno 1723 – Pavia, 8 maggio 1788) nella pubblicazione ""Flora Carniolica Exhibens Plantas Carniolae Indigenas et Distributas nelle classi Naturales cum Differentiis Specificis, Synonymis Recentiorum, Locis Natalibus, nominibus Incolarum, Observationibus Selectis, Viribus Medicis. Editio Secunda Aucta et Reformata. Viennae - 1: 143, t. 4. 1771" del 1771.

## Descrizione

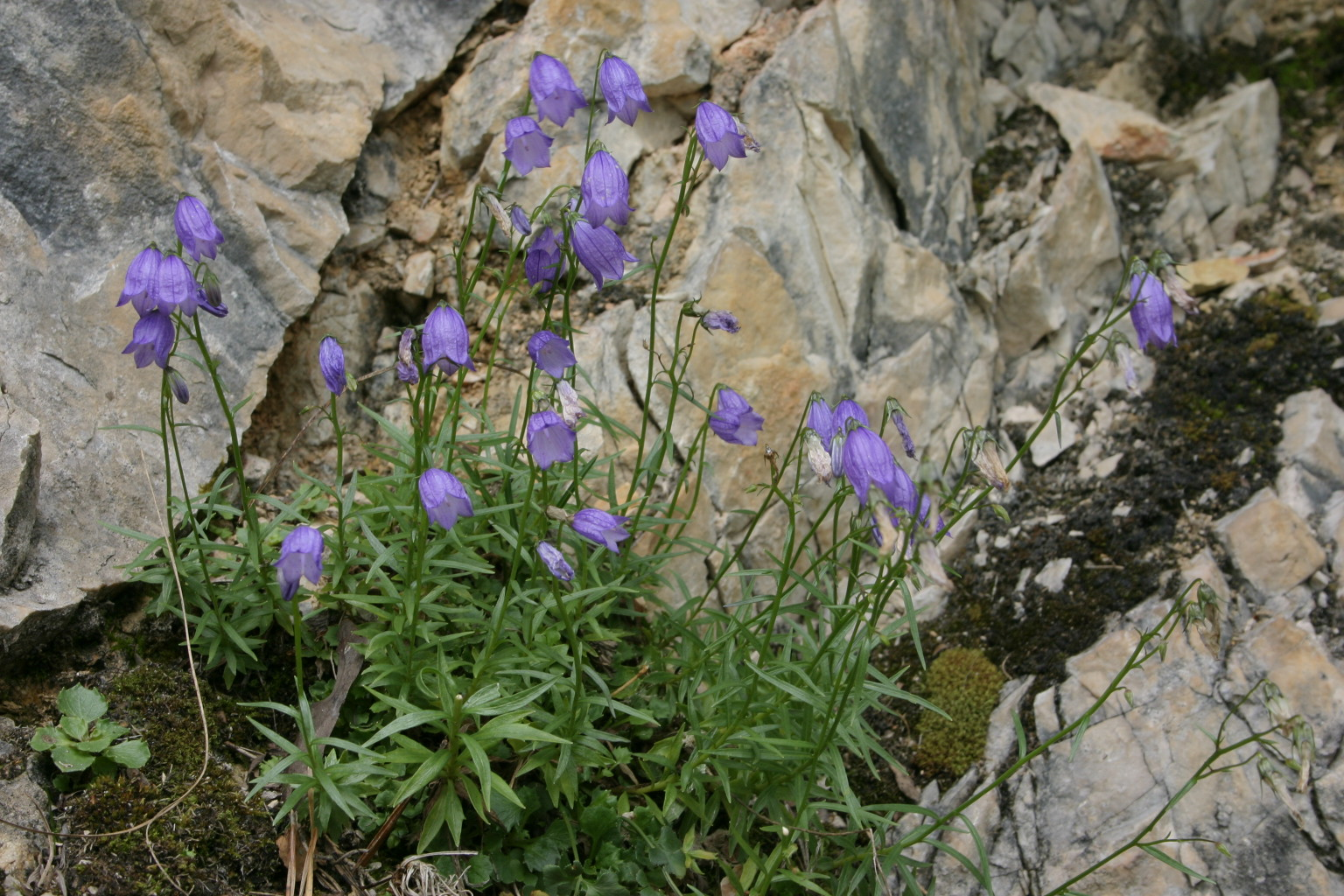
Portamento

Queste piante possono arrivare fino a 10 – 20 cm di altezza (massimo 40 cm). La forma biologica è emicriptofita scaposa (H scap), ossia in generale sono piante erbacee, a ciclo biologico perenne, con gemme svernanti al livello del suolo e protette dalla lettiera o dalla neve e sono dotate di un asse fiorale eretto e spesso privo di foglie. Contengono inoltre lattice lattescente e accumulano inulina.

### Radici
Le radici sono secondarie da rizoma.

### Fusto
- Parte ipogea: la parte sotterranea consiste in un rizoma orizzontale strisciante.
- Parte epigea: la parte aerea del fusto è ascendente, ramosa, glabra (o poco pelosa). Il fusto principale termina in rosette sterili, all'ascella delle quali sono inseriti alcuni fusti fioriferi laterali.

### Foglie

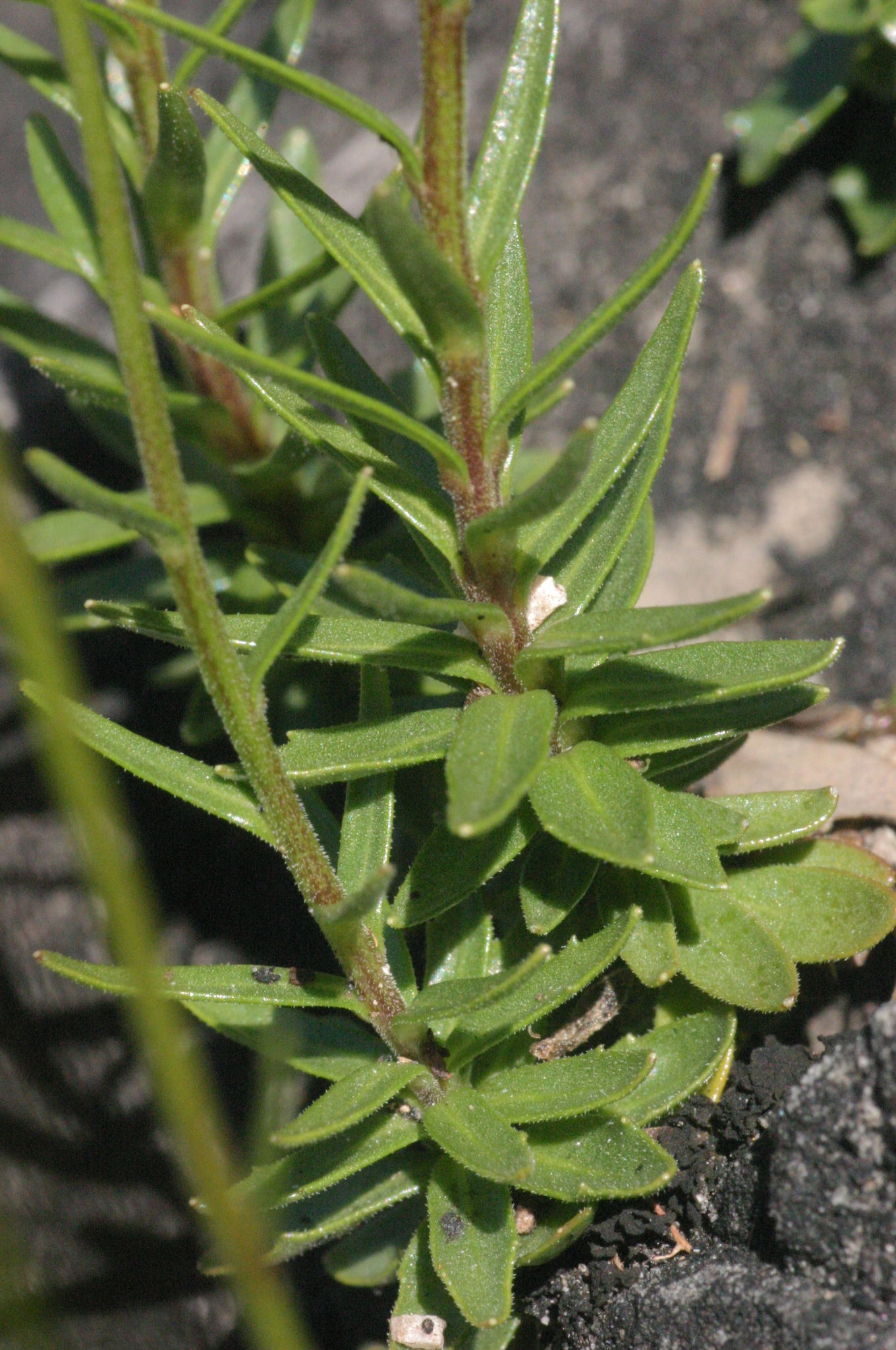
Le foglie

Le foglie si dividono in basali e cauline, differenti tra di loro. Quelle basali hanno la lamina a forma ovale o rombica. Quelle cauline a loro volta si dividono in foglie del quarto inferiore del fusto e quelle superiori. Quelle del quarto inferiore sono ravvicinate e patenti (o riflesse); la forma varia da lineare a lanceolata. Le foglie superiori sono più distanziate e progressivamente più lineari.  Le foglie inferiori hanno spesso dei bordi grossolanamente dentati (4 - 5 denti per lato). Dimensione delle foglie basali: larghezza 6 – 7 mm; lunghezza 9 – 12 mm. Lunghezza del picciolo: 1 – 2 cm. Dimensione delle foglie del quarto inferiore: larghezza 2 – 4 mm; lunghezza 15 – 25 mm.

### Infiorescenza/Fiore

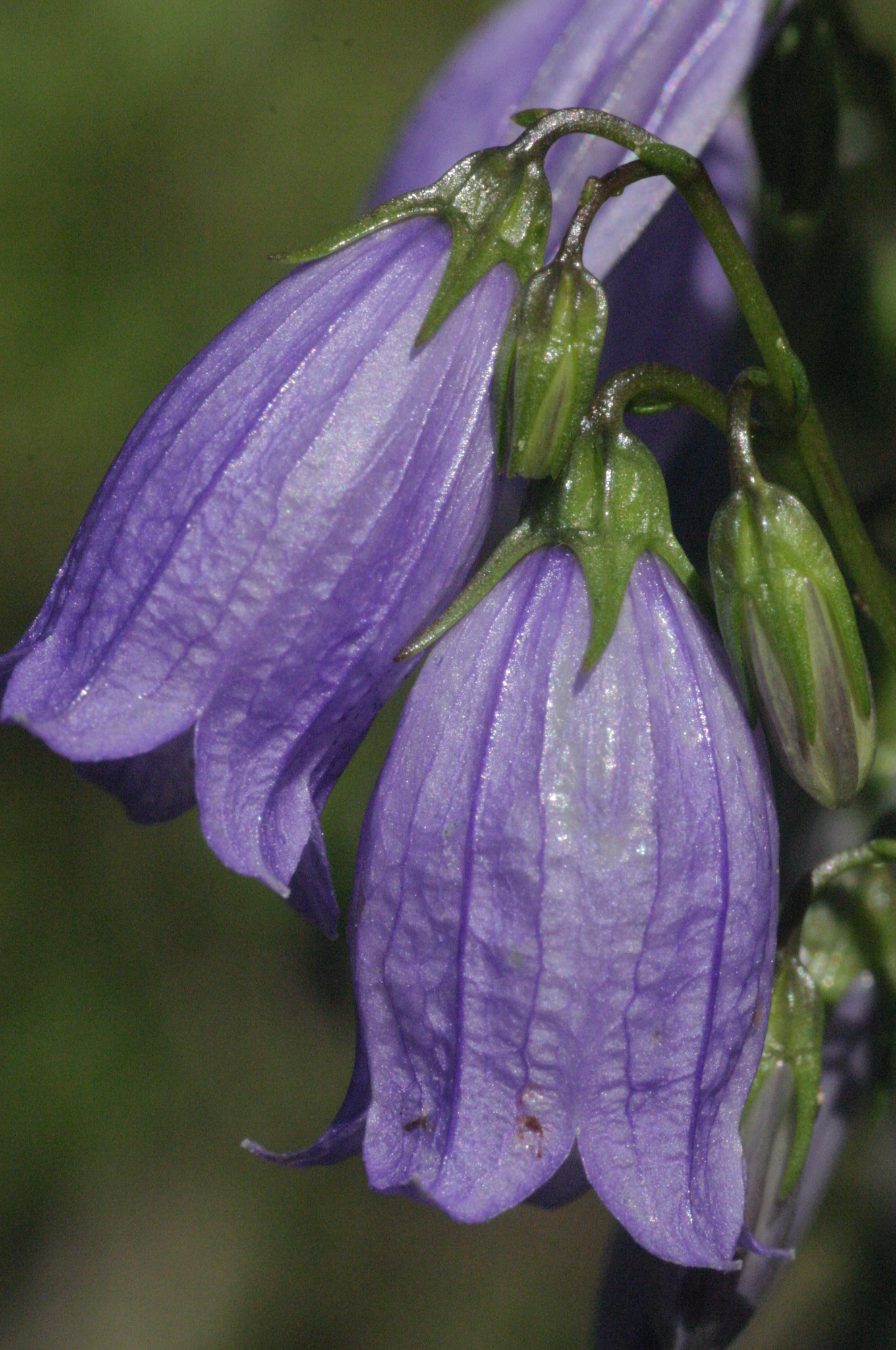
Infiorescenza

Le infiorescenze sono ramose (tipo racemo) e multiflore. I fiori sono tetra-ciclici, ossia sono presenti 4 verticilli: calice – corolla – androceo – gineceo (in questo caso il perianzio è ben distinto tra calice e corolla) e pentameri (ogni verticillo ha 5 elementi). I fiori sono gamopetali, ermafroditi e attinomorfi. Sia i fiori che i boccioli sono penduli.
- Formula fiorale: per questa pianta viene indicata la seguente formula fiorale:

K (5), C (5), A (5), G (2-5), infero, capsula
- Calice: il calice è un tubo terminante in 5 denti (sepali) a forma di lacinie con portamento eretto. Tra un dente e l'altro del calice non è inserita nessuna appendice riflessa. Dimensione delle lacinie: 2 – 4 mm.
- Corolla: la corolla campanulata è formata da 5 petali più o meno concresciuti in un tubo e i cui denti sono lunghi al massimo 1/3 della parte indivisa; i denti alla base sono allargati e separati da insenature acute; la corolla è un po' rigonfia (alle fauci è lievemente ristretta). Il colore è azzurro-violetto pallido. I petali sono privi di ali marginali. Lunghezza della corolla: 10 – 15 mm. Diametro alle fauci: 8 mm.
- Androceo: gli stami sono 5 con antere, libere (ossia saldate solamente alla base) e filamenti sottili ma membranosi alla base. Le antere sono lunghe quanto i filamenti. Il polline è 3-porato, spinuloso e rosato
- Gineceo: lo stilo è unico con 3 stigmi. L'ovario è infero, 3-loculare con placentazione assile (centrale), formato da 3 carpelli (ovario sincarpico) ed è liscio. Lo stilo possiede dei peli per raccogliere il polline.
- Fioritura: da giugno a agosto (settembre).

### Frutti
I frutti sono delle capsule pendule, poricide 3-loculare, ossia deiscenti mediante pori o valve basali; i semi sono molto minuti.

## Riproduzione
- Impollinazione: l'impollinazione avviene tramite insetti (impollinazione entomogama). In queste piante è presente un particolare meccanismo a "pistone": le antere formano un tubo nel quale viene rilasciato il polline raccolto successivamente dai peli dallo stilo che nel frattempo si accresce e porta il polline verso l'esterno.[9]
- Riproduzione: la fecondazione avviene fondamentalmente tramite l'impollinazione dei fiori (vedi sopra).
- Dispersione: i semi cadendo a terra (dopo essere stati trasportati per alcuni metri dal vento, essendo molto minuti e leggeri – disseminazione anemocora) sono successivamente dispersi soprattutto da insetti tipo formiche (disseminazione mirmecoria).

## Distribuzione e habitat

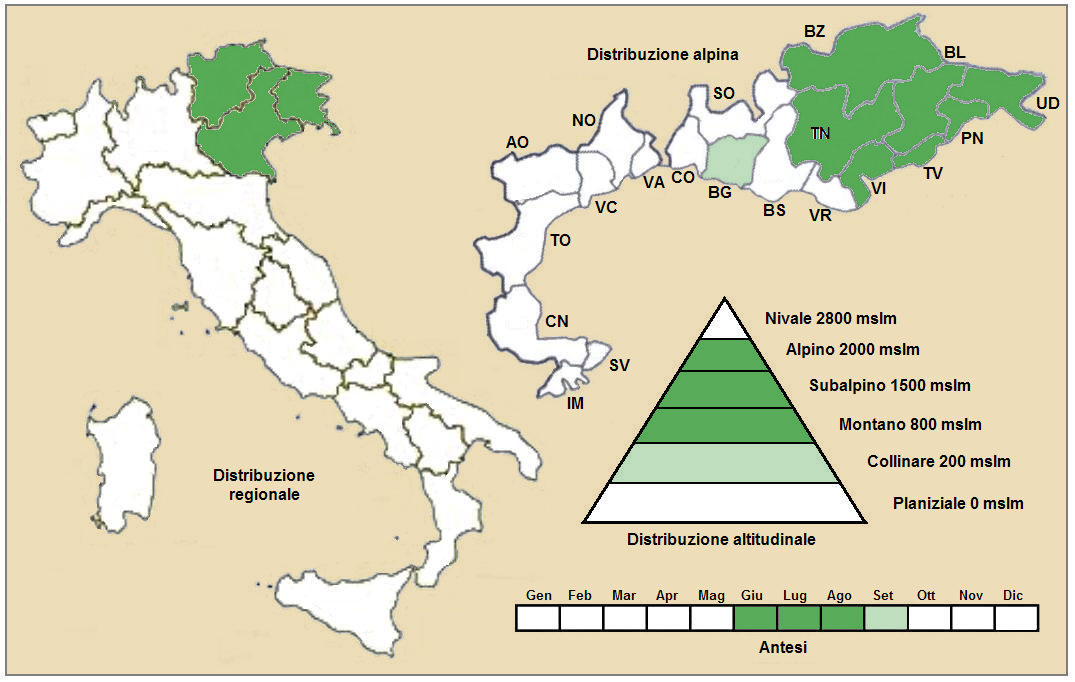
Distribuzione della pianta
(Distribuzione regionale – Distribuzione alpina)

- Geoelemento: il tipo corologico (area di origine) è Endemico / Est-Alpico.
- Distribuzione: in Italia si trova solo nel Nord-Est: è comune nelle Alpi ad est dell'Adige. Oltre confine si trova in Austria (Länder della Carinzia, Stiria, Austria Superiore e Austria Inferiore) e in Slovenia. Sugli altri rilievi europei collegati alle Alpi si trova nelle Alpi Dinariche.[11]
- Habitat: l'habitat tipico per questa pianta sono le rupi, le ghiaie umide, ma anche le zone periodicamente inondate come i bordi dei ruscelli o attorno alle sorgenti. Il substrato preferito è calcareo con pH basico, bassi valori nutrizionali del terreno che deve essere mediamente umido.
- Distribuzione altitudinale: sui rilievi queste piante si possono trovare da 300 fino a 3000 m s.l.m.; frequentano quindi i seguenti piani vegetazionali: montano, subalpino e alpino, e in parte quello collinare.

### Fitosociologia
Dal punto di vista fitosociologico Campanula cespitosa appartiene alla seguente comunità vegetale:
Formazione: delle comunità delle fessure, delle rupi e dei ghiaioni
Classe: Asplenietea trichomanis
Ordine: Potentilletalia caulescentis
Alleanza: Potentillion caulescentis
Associazione: Physoplexido comosae - Potentillenion caulescentis

## Tassonomia
La famiglia di appartenenza della Campanula cespitosa (Campanulaceae) è relativamente numerosa con 89 generi per oltre 2000 specie (sul territorio italiano si contano una dozzina di generi per un totale di circa 100 specie); comprende erbacee ma anche arbusti, distribuiti in tutto il mondo, ma soprattutto nelle zone temperate. Il genere di questa voce appartiene alla sottofamiglia Campanuloideae (una delle cinque sottofamiglie nella quale è stata suddivisa la famiglia Campanulaceae) comprendente circa 50 generi (Campanula è uno di questi). Il genere Campanula a sua volta comprende 449 specie (circa 50 nella flora italiana) a distribuzione soprattutto circumboreale.

Il numero cromosomico di C. cespitosa è: 2n = 34.

### Sinonimi
Questa entità ha avuto nel tempo diverse nomenclature. L'elenco seguente indica alcuni tra i sinonimi più frequenti:
- Campanula cespitosa f. austriaca Beck
- Campanula cespitosa var. bellardii (All.) Nyman
- Campanula cespitosa var. bocconei  (Vill.) Steud.
- Campanula cespitosa var. hirta  Dalla Torre & Sarnth.
- Campanula cespitosa var. pubescens  (F.W.Schmidt) A.DC.
- Campanula cespitosa subsp. pubescens  (F.W.Schmidt) Arcang.
- Campanula cespitosa f. ramosa  Hruby
- Campanula cespitosa f. simplex  Hruby

### Specie simili
Diverse specie di Campanula sono più o meno simili alla specie di questa voce. L'elenco seguente ne descrive alcune evidenziando le differenze dalla Campanula cespitosa:
- Campanula carnica  Mert. & W. D. J. Koch - Campanula della Carnia: i peduncoli sono più lunghi (massimo 40 cm); le foglie cauline sono lineari; le lacinie del calice sono lunghe più della metà della corolla; le corolle non sono ristrette alle fauci.
- Campanula cochleariifolia Lam. - Campanula dei ghiaioni: i peduncoli sono più corti (massimo 15 cm); le foglie cauline sono più larghe; le corolle non sono ristrette alle fauci.
- Campanula excisa Murith - Campanula incisa: i peduncoli sono più corti (massimo 12 cm); i denti del calice sono patenti; l'infiorescenza non è pendula; le insenature tra i denti della corolla sono arrotondate.
- Campanula scheuchzeri Vill. - Campanula di Scheuchzer: i peduncoli sono più lunghi (massimo 40 cm); le lacinie del calice sono lunghe la metà della corolla e appressate al tubo corollino; le corolle non sono ristrette alle fauci; le foglie basali sono scomparse alla fioritura.
- Campanula rotundifolia L. - Campanula soldanella: i peduncoli sono più lunghi (massimo 60 cm); le lacinie del calice sono lunghe la metà della corolla e con portamento patente; le corolle non sono ristrette alle fauci; le foglie basali sono subrotonde.

## Altre notizie
La campanula cspugliosa in altre lingue è chiamata nei seguenti modi:
- (DE)  Rasige Glockenblume
- (FR)  Campanule en touffes
- (EN)  Tufted Harebell